# 岡山県道223号箕輪尾張線
岡山県道223号箕輪尾張線（おかやまけんどう223ごう みのわおわりせん）は、岡山県瀬戸内市を通る一般県道である。

## 概要

### 路線データ
- 起点：岡山県瀬戸内市邑久町箕輪（箕輪交差点、岡山県道69号西大寺備前線交点）
- 終点：岡山県瀬戸内市邑久町尾張（邑久駅南交差点、岡山県道224号瀬西大寺線交点）

## 地理

### 通過する自治体
- 岡山県
  - 瀬戸内市

### 交差する道路
| 交差する道路             | 交差する場所 | 交差する場所          |
| ------------------------ | ------------ | --------------------- |
| 岡山県道69号西大寺備前線 | 邑久町箕輪   | 箕輪交差点 / 起点     |
| 岡山県道224号瀬西大寺線  | 邑久町尾張   | 邑久駅南交差点 / 終点 |

### 沿線
- JR西日本赤穂線 邑久駅